# Liste der Monuments historiques in Chassy (Cher)
Die Liste der Monuments historiques in Chassy (Cher) führt die Monuments historiques in der französischen Gemeinde Chassy auf.

## Liste der Bauwerke
| Bezeichnung         | Beschreibung                           | Standort | Kennzeichnung | Schutzstatus | Datum | Bild |
| ------------------- | -------------------------------------- | -------- | ------------- | ------------ | ----- | ---- |
| Château de Villiers | Schloss, erbaut ab dem 15. Jahrhundert | (Lage)   | PA00096763    | Inscrit      | 1981  |      |